# Montipora minuta
Espèce
Montipora minuta est une espèce de coraux appartenant à la famille des Acroporidae. Selon le World Register of Marine Species, ce taxon est un synonyme de Montipora digitata (Dana, 1846).